# Río Kurbá
El río Kurbá (del ruso: Курба) es un río situado en Buriatia, en el sur de Siberia central, en la Rusia asiática. Es un afluente del río Udá por la orilla derecha, un subafluente del Yeniséi por el Udá, el Selengá, el lago Baikal y el Angará.

## Geografía
Tiene una longitud de 175 km y una cuenca hidrográfica de 5.500 km². Su caudal medio en la confluencia es de 22.8 m³/s. El río presenta una temporada de crecidas en primavera y verano, de mayo a septiembre. El periodo de estiaje se desarrolla en invierno. Está congelado desde octubre/noviembre a abril/principios de mayo.
El río nace en la vertiente sudeste de los montes Ulán-Burgás, cadena montañosa que se alarga por la orilla oriental del lago Baikal y que son una prolongación de los montes Jamar-Dabán en dirección nordeste. El Kurbá fluye globalmente del nordeste al sudeste, siguiente el eje de esta cadena de montañas. Su valle está rodeado por los montes Ulán-Burgás que delimitan su cuenca al noroeste y la separan de la del Itantsa, y por una cadena que corta al sur y separa esta cuenca de la del río Udá. El río acaba desembocando en la orilla derecha, a una altura de 560 m, en la localidad de Nóvaya Kurbá. No se encuentra ninguna localidad de relevancia a sus orillas.

## Hidrometría - Caudales mensuales en Nóvaya Kurbá
El caudal del Kurbá ha sido observado durante 52 años (1946-1997) en Nóvaya Kurbá, pequeña localidad situada a 5 km de su confluencia con el Uda.
El caudal interanual medio observado en Nóvaya Kurbá en este periodo fue de 22.8 m³/s, para una superficie tomada en cuenta de la totalidad de la cuenca. La lámina de agua que se vierte en la cuenca alcanza los 131 mm  por año, que puede ser considerada moderadamente elevada.
Este río es alimentado por la fusión de las nieves. así como por las lluvias de la estación estival, por lo que tiene un régimen nivo-pluvial.
Las crecidas se desarrollan en primavera y en verano, de mayo a septiembre, con una cima en mayo-junio, que corresponde al deshielo y a la fusión de las nieves. El caudal se sostiene durante todo el verano y el invierno, siguiendo el ritmo estacional de las precipitaciones en la región.
En el mes de octubre y en el de noviembre, el caudal del río cae fuertemente, lo que constituye el inicio del periodo de estiaje, que tiene lugar de mediados de noviembre a finales de abril.
El caudal medio mensual observado en marzo (mínimo de estiaje) es de 3.42 m³/s, más del 7% del caudal emdio del mes de mayo (44,8 m³/s), lo que subraya la amplitud bastante moderada de las variaciones estacionales. Estas diferencias de caudal pueden ser más marcadas a lo largo de los años: en los 52 años del periodo de observación, el caudal mensual mínimo se dio en febrero de 1979 (0,61 m³/s), mientras que el máximo se dio en junio de 1985 (137 m³/s).
En lo que concierne al periodo estival, libre de hielos (de mayo a septiembre incluido), el caudal mínimo observado fue de 8.21 m³/s en agosto de 1979.
Caudal medio del Kurbá (en m³/s) medidos en al estación hidrométrica de Nóvaya Kurbá
Datos calculados en 52 años